# Делькамбр, Виктор Жозеф
Викто́р Жозе́ф Делька́мбр, барон Империи и де Шанвер (фр. Victor-Joseph Delcambre; 10 марта 1770, Дуэ — 23 октября 1858, Париж) — французский военачальник, бригадный генерал (с 1813), участник революционных и наполеоновских войн, виконт (с 1824). Имя генерала выбито на Триумфальной арке в Париже.

## Биография

Герб Делькамбра

В 1792 году, увлеченный идеалами революции, поступил добровольцем на военную службу в гренадерский полк. Участвовал в революционных войнах Франции, известный своей храбростью быстро продвинулся по карьерной лестнице.
Сражался в рядах Северной Армии. Капрал с октября 1792 года, в том же году стал сержантом, затем — старшим сержантом, в мае 1793 года — суб-лейтенант, отличился при ночном захвате редутов Катоu, защищающих дорогу от Монса к Мобежу, при этом получил пулевое ранение в ногу. В том же году переведён в Рейнско-Мозельскую армию, принимал участие в сражениях при Динане и Нефшато, в осаде Шарлеруа.
В июне 1794 года отличился в Битве при Флёрюсе, затем сражался при Нивеле, Роере и Жюльене, в ноябре того же года был ранен осколком бомбы в левую ногу при осаде Маастрихта, в сентябре 1795 года отличился при переправе через Рейн, в апреле 1796 года получил чин лейтенанта.
В августе 1794 года отличился в сражении при Зульцбахе, в августе — при Вольферинге, в апреле 1797 года — при Нойвиде.
В октябре 1797 года стал капитаном. С июля 1798 года — заместитель начальника штаба Майнцской Армии генерала Груши, в августе 1798 года назначен адъютантом генерала Поля Гренье в Итальянской армии.
В октябре 1799 года получил ранение в сражении при Центало. В ноябре 1799 года в составе армии Шампионне отличился в сражении при Геноле против австрийского генерала фон Латтерманна, и прямо на поле боя был награждён, получив чин шефа батальона, с 1800 по 1801 год сражался в рядах Рейнской Армии.
В декабре 1800 года отличился при Гогенлиндене, в 1805 году вернулся в Итальянскую Армию. Полковник штаба с мая 1809 года, принимал участие в Австрийской кампании, отличился при захвате форта Мальборгетто и в Ваграмской битве.
С июля 1809 года в чине полковника командовал 23-м лёгким пехотным полком. С 1810 года сражался на Пиренеях в Каталонии.
С января по июль 1813 года — майор-командир (colonel-major) 5-го полка вольтижёров Молодой гвардии, участник кампании в Саксонии и Французской кампаниях. С июля 1813 года — бригадный генерал, командир 1-й бригады 40-й пехотной дивизии генерала П. Тьебо.
Во время «100 дней» присоединился к Наполеону и с апреля 1815 года исполнял обязанности начальника штаба I-го корпуса генерала Друэ д’Эрлона. Участвовал в Бельгийской кампании, отличился 18 июня 1815 г. битве при Ватерлоо
После Реставрации Бурбонов был назначен военным комендантом департамента Мёз. В апреля 1820 года — командир 1-й суб-дивизии 2-го военного округа, с января 1829 года определён в резерв, с мая 1829 года — генеральный инспектор пехоты 16-го военного округа, с апреля 1830 года — командир 1-й суб-дивизии (Bas-Rhin) 5-го военного округа.

## Награды
- Великий Офицер ордена Почётного Легиона (23 мая 1825),
- Кавалер ордена Железной Короны (1809),
- Кавалер ордена Святого Людовика (29 июля 1814),
- Кавалер прусского ордена Красного Орла 3-й степени (3 сентября 1817),
- Кавалер австрийского ордена Железной Короны 3-й степени,
- Имя генерала выбито на Триумфальной арке в Париже.
- Барон Империи (4 июля 1810).